# Geschichten aus Holleschitz
Geschichten aus Holleschitz ist ein 1976 produziertes und ausgestrahltes Marionetten-Spiel der Augsburger Puppenkiste.

## Hintergrund
Der Film basiert auf der von Josef Lada erdachten Figur des Kater Mikesch. Er wurde am 27. Juli 1976 ausgestrahlt. Noch im selben Jahr erschien das Hörspiel Kater Mikesch - Geschichten aus Holleschitz. Diese Version ist im Vergleich zur TV-Produktion um etwa 12 Minuten gekürzt.
2006 erschien der Film auf DVD.
Die von Kater Mikesch erzählte Geschichte vom braven Schubkarren ist auch Teil des 1979 entstandenen Weihnachts-Spezials "Wir warten aufs Christkind": In diesem werden mehrere Produktionen der Augsburger Puppenkiste verknüpft, wobei die Figuren ein kleines Abenteuer erleben und sich jeweils Episoden aus ihren Solofilmen erzählen.

## Handlung
Die Geschichte besteht aus mehreren Episoden.
Der singende Leierkastenspieler Babatschek gastiert in Holleschitz. Als der Musiker sein Instrument abends kurz allein lässt, wollen zwei Jungen es stehlen. Der Leierkasten beginnt aber zu sprechen und treibt die beiden damit davon. Babatschek erkrankt kurz darauf. Dank seines Eigenlebens spielt der Leierkasten aber von selbst für die Menschen und erzielt dabei eine ansehnliche Summe Geld. Als Babatschek wieder genesen ist, verlassen beide freudig den Ort.
Der Eber Paschik erstaunt seine Freunde mit seinem Talent als Maler. Das Maunzerle, ein kleiner Kater, möchte ebenso bewundert werden und versucht sich als Geschichtenerzähler. Es wird aber von den anderen verspottet.

### Die Geschichte vom unzufriedenen Schweinchen. Erzählt vom Schweinchen Paschik
Paschik erzählt von einem Schwein, das sich im Stall von den anderen Tieren gestört fühlt und mit seinem Futter unzufrieden ist. Es zieht in die Welt auf der Suche nach einer neuen Bleibe. Dabei landet es bei einem Korbflechterehepaar, das es heimlich schlachten will. Ein Polizist, der das verschwundene Schwein sucht, rettet es in letzter Sekunde.

### Die Geschichte vom Ziegenbock Kokesch. Erzählt vom Ziegenbock Bobesch
Bobesch ist von der Geschichte nicht begeistert und hält mit seiner Erzählung über den wilden Ziegenbock Kokesch dagegen. Dieser ist so unbändig, dass der Beelzebub ihn erst mit in die Hölle nimmt, als der Küster ihn dazu reizt. Dabei lässt sich der Teufel zugleich von dem Kirchendiener übertölpeln, da Jener für das Einfangen Kokeschs seine in einen Sack gepflückten Hagebutten wieder ausschütten muss, die der Küster nun selbst mit sich nimmt. Der Bock fährt in die Unterwelt, versucht aber von dort zu flüchten und befreit dabei die Seelen aller Verdammten. Luzifer ist darüber so erzürnt, dass Beelzebub Kokesch wieder auf die Erde lassen muss. Von da an ist er brav.

### Die Geschichte vom braven Schubkarren. Erzählt vom Kater Mikesch
Mikesch gibt nun seine Geschichte vom sprechenden und selbst fahrenden Schubkarren Poltrian zum besten. Eines Tages rollt Dieser allein in den Wald, um seinem Besitzer beim Holzfahren zu helfen. Auf dem Weg wird er vom Förster verhaftet, kann aber entkommen. Schließlich erreicht er seinen Herrn, der ihn zum Dank für seine Treue zur nächsten Kirchweih neu anstreicht.

### Die Geschichte vom Hund mit dem Glöcklein am Schwanz. Erzählt von Schusters Großmutter
Auf Bitten von Mauzerle erzählt nun auch die Großmutter eine Geschichte. Darin wird ein altes Ehepaar in seiner abgelegenen Hütte vom Wintereinbruch überrascht. Die Großmutter leidet sehr unter der Kälte und so geht ihr Mann Frantak mit dem Hund Hektor in den Wald, um Feuerholz zu holen. Der Großvater hängt dem Hund ein Glöckchen an den Schwanz. Die Wildtiere sind darüber sehr erstaunt und folgen den beiden. Der Förster ist jedoch verstimmt, weil die Tiere damit aus dem Wald gelockt werden und sein Herr dann nicht mehr jagen kann. Der Großvater und Hektor bringen die Tiere zurück und der Jagdhüter schenkt dem alten Paar, nachdem der Großvater Hektor das Glöckchen wieder abgenommen hat, eine Fuhre Holz. Als die Stube gewärmt ist, bekommen sie Besuch von zwei Kindern, die ihnen einen Kuchen bringen. Zur Belohnung erzählt der Großvater den beiden die „Geschichte vom Hund mit dem Glöcklein am Schwanz“.

## Synchronisation
| Rolle      | Figur       | Stimme            |
| ---------- | ----------- | ----------------- |
| Mikesch    | Kater       | Winfried Küppers  |
| Babatschek | Mensch      | Gerhard Jentsch   |
| Pepik      | Mensch      | Elisabeth Göttler |
| Bobesch    | Ziegenbock  | Herbert Meyer     |
| Großmutter | Mensch      | Rose Oehmichen    |
| Paschik    | Eber        | Walter Oehmichen  |
| Poltrian   | Schubkarren | Sepp Wäsche       |
| Frantak    | Mensch      | Gerhard Jentsch   |